# Bavayia exsuccida
Bavayia exsuccida — вид геконоподібних ящірок родини диплодактилідів (Diplodactylidae). Ендемік Нової Каледонії.

## Поширення і екологія
Bavayia exsuccida відомі з типової місцевості, розташованої в лісі Піндай на однойменному півострові, в комуні Пойя на заході Нової Каледонії Вони живуть в склерофітних лісах, на висоті до 240 м над рівнем моря. Ведуть нічний, деревний спосіб життя.

## Збереження
МСОП класифікує цей вид як такий, що перебуває на межі зникнення. Bavayia exsuccida загрожує знищення природного середовища і хижацтво з боку інтродукованих мурах Wasmannia auropunctata.